# Кошелево (Кировская область)
Кошелево — деревня в Советском районе Кировской области России. Входит в состав Родыгинского сельского поселения.

## География
Деревня находится в южной части Кировской области, в зоне хвойно-широколиственных лесов, на правом берегу реки Немды, на расстоянии приблизительно 10 километров (по прямой) к югу от города Советска, административного центра района. Абсолютная высота — 94 метра над уровнем моря.
Климат
Климат характеризуется как умерено континентальный, с тёплым летом и холодной длительной зимой. Среднегодовая температура — 2 — 2,3 °C. Средняя температура воздуха самого холодного месяца (января) составляет −14 °C; самого тёплого месяца (июля) — 18,2 — 18,3 °C. Период с отрицательными температурами длится около 160 дней. Годовое количество атмосферных осадков — 530—550 мм.

## Население
| 2010 |
| ---- |
| 0    |